# Leukodystrofie
Leukodystrofie (ang. leukodystrophies) – niejednorodna grupa chorób istoty białej mózgowia o charakterze postępującym i różnorodnym obrazie klinicznym, uwarunkowanych głównie genetycznie.

## Definicje
- Seitelbergera (1984) – zwyrodnieniowy proces demielinizacyjny spowodowany chorobami metabolicznymi.
- Menkesa (1990) – genetycznie uwarunkowane choroby, w których produkty nieprawidłowego metabolizmu mieliny wywołują postępującą demielinizację. Innymi słowy to stan hipomielinizacji lub wrodzonej wady w wytwarzaniu prawidłowej i dojrzałej mieliny, względnie proces degradacji prawidłowo zbudowanej mieliny.

W chorobach tych dochodzi do rozlanej demielinizacji istoty białej mózgu i móżdżku. Różnią się wiekiem ujawnienia choroby, czasem jej trwania ale wspólny dla wszystkich jest postępujący charakter zaburzeń.
Leukodystrofie można podzielić ze względu na:
- patomechanizm (procesy z rozpadem prawidłowej mieliny oraz procesy dotyczące pierwotnie wadliwej strukturalnie bądź biochemicznie mieliny),
- rodzaj zajętych struktur komórkowych (lizosomy, peroksysomy, mitochondria),
- charakter defektu genetycznego (na podstawie zidentyfikowanego zaburzonego szklaku metabolicznego).

Do leukodystrofii zalicza się:
- leukodystrofię globoidalną (choroba Krabbego)
- leukodystrofię metachromatyczną
- niedobór wielu sulfataz
- leukodystrofię fibrynoidalną (choroba Alexandra)
- leukodystrofię gąbczastą (choroba Canavan)
- leukodystrofię sudanofilną
- adrenoleukodystrofię
- chorobę Pelizaeusa-Merzbachera
- chorobę Refsuma